# Delphyre albiventus
Delphyre albiventus là một loài bướm đêm thuộc phân họ Arctiinae, họ Erebidae.